# Говорухін Орест Макарович
Орест Макарович Говорухін (10 (22) грудня 1864 — р.с. невід.) — російський революціонер, член терористичної фракції партії «Народна воля».
Народився в станиці Усть-Хопер (нині станиця Усть-Хоперська Волгоградської області, РФ) у сім'ї козака. У 1886—1887 роках — студент фізико-математичного факультету Петербурзького університету, член революційного «Гуртка кубанців і донців» та інших студентських організацій. Був пов'язаний із групою Д. Благоєва. 5 квітня 1886 — заарештований, 22 квітня звільнений під нагляд поліції. Учасник підготовки замаху на імператора Олександра III (1 березня 1887 — група О. Ульянова — П. Шевирьова).
Наприкінці лютого 1887, рятуючись від поліції, емігрував. Жив у Швейцарії. У Цюриху О. М. Говорухін — один із засновників Соціалістичного літературного фонду. У Женеві працював у друкарні групи «Визволення праці». 1895 року переїхав до Болгарії, 1925 року повернувся в Москву.